# Andreu Codina i Candelas
Andreu Codina i Candelas   (Sant Feliu de Codines, 10 de maig de 1964) és un ex-pilot català de trial, esport en què destacà competint-hi primer en bicicleta i després en motocicleta. Cap al final de la dècada de 1970 fou un dels pioners de la nova modalitat esportiva creada per Pere Pi, el Trialsín (actualment anomenat biketrial) €n va esdevenir la primera estrella internacional i hi va aportar innovacions espectaculars. A bord de la seva Montesita va aconseguir fites fins aleshores inèdites (per exemple, va ser el primer a pujar cotxes amb la bicicleta).
Més tard, fou un dels primers pilots de trial en motocicleta que adoptà l'estil i la tècnica apresa amb la bicicleta. Va revolucionar el pilotatge clàssic i a curt termini la mateixa concepció d'aquest esport, que a partir d'aleshores passà a ser molt més difícil i espectacular. A partir de Codina i sobretot de Jordi Tarrés, que perfeccionaria el seu estil, el trial quedà reservat als "malabaristes" de la moto.

## Trajectòria esportiva
Entre 1978 i 1982, Codina va destacar en el Trialsín, conegut inicialment com a Bici-trial, aconseguint-ne 5 campionats de Catalunya, 2 d'Espanya i un d'Europa (els primers mai disputats).

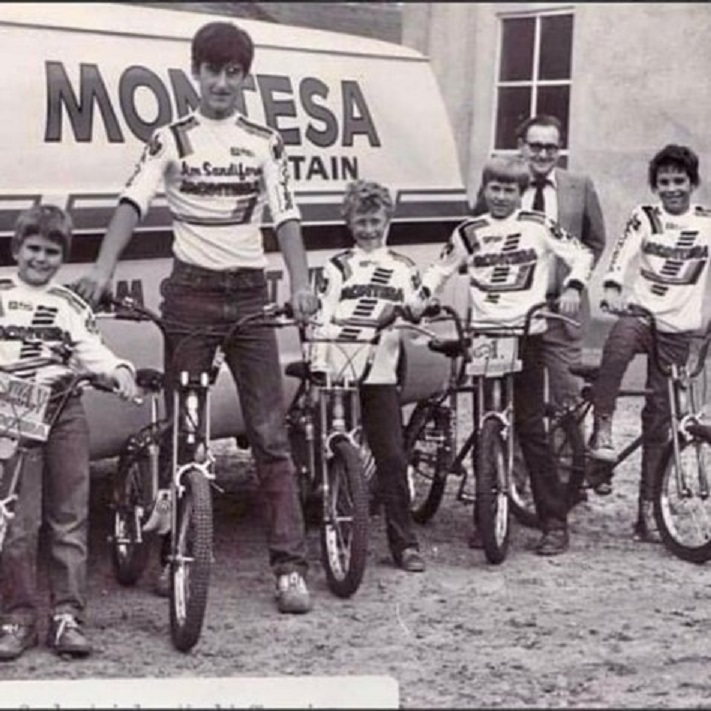
Andreu Codina amb l'equip oficial de Trialsín de Montesa cap al 1980

Cap a 1979, Pere Pi s'assabentà que a Sant Feliu de Codines hi havia un noi que «pujava i baixava marges amb la bicicleta» i demanà que el portessin a la fàbrica per a provar les Montesita T-5 i T-10, aleshores en fase de desenvolupament. Aquell noi resultà ser Andreu Codina, qui fins aleshores feia servir una bicicleta feta per Josep Figueras partint d'una BH de BMX molt modificada (antecessora de les futures Fidan). A partir d'aquell moment, Codina fou fitxat com a corredor oficial de Montesa en trialsín i contribuí en la millora del prototipus de Montesita (entre altres coses, en feu allargar el quadre i millorar els frens, originant així el nou model T-15).
Després d'uns anys de domini d'aquesta especialitat, el 1983 va canviar al trial en motocicleta i des d'aleshores fins a començaments dels 90 va ser un dels competidors destacats del Campionat d'Espanya de trial (aconseguint-ne el subcampionat el 1984) i del de Catalunya, el qual guanyà en dues ocasions (1989-1990). Va competir també amb èxit al Campionat del Món, acabant-hi onzè el 1988 i obtenint nombrosos èxits com ara la victòria al Trial de les Nacions el 1989 integrant l'equip estatal. El 1985 va guanyar el prestigiós Trial Indoor Solo Moto.

### Retirada
Un cop retirat de l'esport, Andreu Codina va ser un dels impulsors junt amb Marc Teissier de Sherco, empresa que fabrica motocicletes de trial a Caldes de Montbui, ben a prop del seu poble de naixement, Sant Feliu de Codines. Actualment Codina n'és cap de Màrqueting i un dels principals directius, ocupació que compagina amb el seu negoci de distribució de productes per a mountain bike, Topfun Biking.
Codina fou també president durant anys del Moto Club Cingles de Bertí, contribuint a millorar l'emblemàtica prova internacional de trial organitzada per aquest club que discorria pels termes de Gallifa i Sant Feliu de Codines, els Tres Dies dels Cingles de Trial.

## Palmarès

### Trialsín[3]
| Any          | Bicicicleta  | Copa d'Europa | Campionat d'Espanya | Campionat de Catalunya | Títols |
| ------------ | ------------ | ------------- | ------------------- | ---------------------- | ------ |
| 1978         | Figueras     | -             | -                   | 1r Infantil            | 1      |
| 1979         | Figueras     | -             | -                   | 1r                     | 1      |
| 1980         | Montesa      | -             | -                   | 1r                     | 1      |
| 1981         | Montesa      | -             | 1r                  | 1r                     | 2      |
| 1982         | Montesa      | 1r            | 1r                  | 1r                     | 3      |
| Total títols | Total títols | 1             | 2                   | 5                      | 8      |

Notes
1. ↑   Al total de títols s'hi compten tots els campionats nacionals, estatals o internacionals guanyats
2. ↑   Fins al 1979 inclòs, el Trialsín no es coneixia encara amb aquest nom, ans com a Bici-trial o noms similars

### Trial
| Any          | Motocicleta  | Campionat del Món | TDN | Campionat d'Espanya | Campionat de Catalunya | Títols |
| ------------ | ------------ | ----------------- | --- | ------------------- | ---------------------- | ------ |
| 1983         | Montesa      | ?                 | ?   | 4t                  |                        | -      |
| 1984         | Montesa      | 12è               | 2n  | 2n                  |                        | -      |
| 1985         | Montesa      | 19è               | 2n  | 4t                  |                        | -      |
| 1986         | Montesa      | 15è               | 3r  | 3r                  |                        | -      |
| 1987         | Gas Gas      | 12è               | 3r  | 4t                  |                        | -      |
| 1988         | Gas Gas      | 11è               | 3r  | 3r                  |                        | -      |
| 1989         | Gas Gas      | 15è               | 1r  | 4t                  | 1r                     | 2      |
| 1990         | Gas Gas      | 21è               | 2n  | 5è                  | 1r                     | 1      |
| 1991         | Gas Gas      | -                 | ?   | 6è                  |                        | -      |
| 1992         | Gas Gas      | -                 | ?   | 13è                 |                        | -      |
| Total títols | Total títols | 0                 | 1   | 0                   | 2                      | 3      |

Notes
1. ↑   La classificació consignada a TDN fa referència a la posició final obtinguda per l'equip estatal
2. ↑   Al total de títols s'hi compten tots els campionats estatals o internacionals guanyats, incloent-hi el TDN